# Tongavisslare
Tongavisslare (Pachycephala jacquinoti) är en fågel i familjen visslare inom ordningen tättingar.

## Utbredning och systematik
Fågeln förekommer i lågt belägna ödemarker på Vava'u (norra Tonga). Den behandlas som monotypisk, det vill säga att den inte delas in i några underarter.

## Status
IUCN kategoriserar arten som nära hotad.

## Namn
Fågelns vetenskapliga artnamn hedrar Charles Hector Jacquinot (1796-1879), fransk upptäcktsresande i Stilla havet 1837-1840.